# تالار افتخارات ایکس‌آرسی‌او
تالار افتخارات ایکس‌آرسی‌او (انگلیسی: XRCO Hall of Fame) برجسته‌ترین کارها و فعالان در زمینهٔ سرگرمی‌های بزرگسالان را فهرست بندی می‌کند. این فهرست را سازمان منتقدان رتبه‌بندی ایکس (X-Rated Critics Organization) ایکس آر سی او (XRCO) تنظیم می‌کند. نخستین جوایز این جشنواره در تاریخ ۱۴ فوریه ۱۹۸۵ اهدا شد. برای عضو شدن در این تالار باید حداقل ۱۰ سال سابقهٔ فعالیت در صنعت سکس داشت.